# Americans de Rochester
Les Americans de Rochester sont une équipe professionnelle de hockey sur glace de la Ligue américaine de hockey. Ils font partie de la division Nord dans l'assocation Est.

## Histoire
Les Americans de Rochester sont une des franchises historiques de la ligue américaine de hockey connus aussi sous le surnom de Amerks. Depuis leur apparition dans la LAH en 1956, ils ont conquis 6 Coupes Calder en 1965, 1966, 1968, 1983, 1987 et 1996. Ils ont, de plus, été finalistes à 10 reprises en 1957, 1960, 1967, 1977, 1984, 1990, 1991, 1993, 1999 et 2000. Avant de jouer à Rochester, l'équipe évoluait à Pittsburgh sous le nom des Hornets de Pittsburgh de 1936 à 1956.

## Statistiques
| No | Saison    | PJ | V  | D  | N  | DP | DTB | BP  | BC  | Pts | Classement          | Séries éliminatoires                               | Entraîneur                                      |
| -- | --------- | -- | -- | -- | -- | -- | --- | --- | --- | --- | ------------------- | -------------------------------------------------- | ----------------------------------------------- |
| 1  | 1956-1957 | 64 | 34 | 25 | 5  | -- | --  | 224 | 199 | 73  | 3e                  | finalistes                                         | Billy Reay                                      |
| 2  | 1957-1958 | 70 | 29 | 35 | 6  | -- | --  | 205 | 242 | 64  | 5e                  | non qualifiés                                      | Rollie McLenahan                                |
| 3  | 1958-1959 | 70 | 34 | 31 | 5  | -- | --  | 242 | 209 | 73  | 3e                  | éliminés au 1er tour                               | Wilfred McDonald Sam Pollock Steve Kraftcheck   |
| 4  | 1959-1960 | 72 | 40 | 27 | 5  | -- | --  | 285 | 211 | 85  | 2e                  | finalistes                                         | Steve Kraftcheck                                |
| 5  | 1960-1961 | 72 | 32 | 36 | 4  | -- | --  | 261 | 244 | 68  | 5e                  | non qualifiés                                      | Steve Kraftcheck Jack Riley                     |
| 6  | 1961-1962 | 70 | 33 | 31 | 6  | -- | --  | 234 | 240 | 72  | 3e, Western         | éliminés au 1er tour                               | Jack Crawford                                   |
| 7  | 1962-1963 | 72 | 24 | 39 | 9  | -- | --  | 241 | 270 | 57  | 3e, Western         | éliminés au 1er tour                               | Rudy Migay                                      |
| 8  | 1963-1964 | 72 | 40 | 30 | 2  | -- | --  | 256 | 223 | 82  | 2e, Western         | éliminés au 1er tour                               | Joe Crozier                                     |
| 9  | 1964-1965 | 72 | 48 | 21 | 3  | -- | --  | 310 | 199 | 99  | 1er, Western        | vainqueurs                                         | Joe Crozier                                     |
| 10 | 1965-1966 | 72 | 46 | 21 | 5  | -- | --  | 288 | 221 | 97  | 1er, Western        | vainqueurs                                         | Joe Crozier                                     |
| 11 | 1966-1967 | 72 | 38 | 25 | 9  | -- | --  | 300 | 223 | 85  | 2e, Western         | finalistes                                         | Joe Crozier                                     |
| 12 | 1967-1968 | 72 | 38 | 25 | 9  | -- | --  | 273 | 233 | 85  | 1er, Western        | vainqueurs                                         | Joe Crozier                                     |
| 13 | 1968-1969 | 74 | 25 | 38 | 11 | -- | --  | 237 | 295 | 61  | dernier, Western    | non qualifiés                                      | Dick Gamble                                     |
| 14 | 1969-1970 | 72 | 18 | 38 | 16 | -- | --  | 253 | 315 | 52  | dernier, Western    | non qualifiés                                      | Dick Gamble                                     |
| 15 | 1970-1971 | 72 | 25 | 36 | 11 | -- | --  | 222 | 248 | 61  | dernier, Western    | non qualifiés                                      | Dick Gamble John O'Flaherty                     |
| 16 | 1971-1972 | 76 | 28 | 38 | 10 | -- | --  | 242 | 311 | 66  | dernier, Eastern    | non qualifiés                                      | Doug Adam Don Cherry                            |
| 17 | 1972-1973 | 76 | 33 | 31 | 12 | -- | --  | 239 | 276 | 78  | 3e, Eastern         | éliminés au 1er tour                               | Don Cherry                                      |
| 18 | 1973-1974 | 76 | 42 | 21 | 13 | -- | --  | 296 | 248 | 97  | 1er, Northern       | éliminés au 1er tour                               | Don Cherry                                      |
| 19 | 1974-1975 | 76 | 42 | 25 | 9  | -- | --  | 317 | 243 | 93  | 2e, Northern        | éliminés au 2e tour                                | Dick Mattiussi                                  |
| 20 | 1975-1976 | 76 | 42 | 25 | 9  | -- | --  | 304 | 243 | 93  | 2e, Northern        | éliminés au 2e tour                                | Dick Mattiussi                                  |
| 21 | 1976-1977 | 80 | 42 | 33 | 5  | -- | --  | 320 | 273 | 89  | 3e                  | finalistes                                         | Duane Rupp                                      |
| 22 | 1977-1978 | 81 | 43 | 31 | 7  | -- | --  | 332 | 296 | 93  | 1er, Southern       | éliminés au 2e tour                                | Duane Rupp                                      |
| 23 | 1978-1979 | 80 | 26 | 42 | 12 | -- | --  | 289 | 349 | 64  | 4e, Southern        | non qualifiés                                      | Duane Rupp Gary Darling Ron Garwasiuk Pat Kelly |
| 24 | 1979-1980 | 80 | 28 | 42 | 12 | -- | --  | 260 | 327 | 66  | 4e, Southern        | éliminés au 1er tour                               | Bill Inglis                                     |
| 25 | 1980-1981 | 80 | 30 | 42 | 8  | -- | --  | 295 | 316 | 68  | dernier, Southern   | non qualifiés                                      | Mike Keenan                                     |
| 26 | 1981-1982 | 80 | 40 | 31 | 9  | -- | --  | 325 | 286 | 89  | 2e, Southern        | éliminés au 2e tour                                | Mike Keenan                                     |
| 27 | 1982-1983 | 80 | 46 | 25 | 9  | -- | --  | 389 | 325 | 101 | 1er, Southern       | vainqueurs                                         | Mike Keenan                                     |
| 28 | 1983-1984 | 80 | 46 | 32 | 2  | -- | --  | 363 | 300 | 94  | 2e, Southern        | finalistes                                         | Joe Crozier                                     |
| 29 | 1984-1985 | 80 | 40 | 27 | 13 | -- | --  | 333 | 301 | 93  | 3e, Southern        | éliminés au 1er tour                               | Jim Schoenfeld John Van Boxmeer                 |
| 30 | 1985-1986 | 80 | 34 | 39 | 7  | -- | --  | 320 | 337 | 75  | 6e, Southern        | non qualifiés                                      | John Van Boxmeer                                |
| 31 | 1986-1987 | 80 | 47 | 26 | 0  | 7  | --  | 315 | 263 | 101 | 1er, Southern       | vainqueurs                                         | John Van Boxmeer                                |
| 32 | 1987-1988 | 80 | 46 | 26 | 7  | 1  | --  | 328 | 272 | 100 | 2e, Southern        | éliminés au 1er tour                               | John Van Boxmeer                                |
| 33 | 1988-1989 | 80 | 38 | 37 | 5  | -- | --  | 305 | 302 | 81  | 5e, Southern        | non qualifiés                                      | John Van Boxmeer                                |
| 34 | 1989-1990 | 80 | 43 | 28 | 9  | -- | --  | 337 | 286 | 95  | 1er, Southern       | finalistes                                         | John Van Boxmeer                                |
| 35 | 1990-1991 | 80 | 45 | 26 | 9  | -- | --  | 326 | 253 | 99  | 1er, Southern       | finalistes                                         | Don Lever                                       |
| 36 | 1991-1992 | 80 | 37 | 31 | 12 | -- | --  | 292 | 248 | 86  | 2e, Southern        | éliminés au 3e tour                                | Don Lever                                       |
| 37 | 1992-1993 | 80 | 40 | 33 | 7  | -- | --  | 348 | 332 | 87  | 2e, Southern        | finalistes                                         | John Van Boxmeer                                |
| 38 | 1993-1994 | 80 | 31 | 34 | 15 | -- | --  | 277 | 300 | 77  | 4e, Southern        | éliminés au 1er tour                               | John Van Boxmeer                                |
| 39 | 1994-1995 | 80 | 35 | 38 | 7  | -- | --  | 333 | 304 | 77  | 4e, Southern        | éliminés au 1er tour                               | John Van Boxmeer                                |
| 40 | 1995-1996 | 80 | 37 | 34 | 5  | 4  | --  | 294 | 297 | 83  | 3e, Centrale        | vainqueurs                                         | John Tortorella                                 |
| 41 | 1996-1997 | 80 | 40 | 30 | 9  | 1  | --  | 298 | 257 | 90  | 1er, Empire State   | éliminés au 2e tour                                | John Tortorella                                 |
| 42 | 1997-1998 | 80 | 30 | 38 | 12 | 0  | --  | 238 | 260 | 72  | dernier, Empire     | éliminés au 1er tour                               | Brian McCutcheon                                |
| 43 | 1998-1999 | 80 | 52 | 21 | 6  | 1  | --  | 287 | 176 | 111 | 1er, Empire         | finalistes                                         | Brian McCutcheon                                |
| 44 | 1999-2000 | 80 | 46 | 22 | 9  | 3  | --  | 247 | 201 | 104 | 1er, Empire         | finalistes                                         | Brian McCutcheon                                |
| 45 | 2000-2001 | 80 | 46 | 22 | 9  | 3  | --  | 224 | 192 | 104 | 1er, Mid-Atlantique | quart-de-finale d'association                      | Randy Cunneyworth                               |
| 46 | 2001-2002 | 80 | 32 | 30 | 15 | 3  | --  | 206 | 211 | 82  | 2e, Centrale        | éliminés en tour de qualification                  | Randy Cunneyworth                               |
| 47 | 2002-2003 | 80 | 31 | 30 | 14 | 5  | --  | 219 | 221 | 81  | 2e, Centrale        | éliminés en tour de qualification                  | Randy Cunneyworth                               |
| 48 | 2003-2004 | 80 | 37 | 28 | 10 | 5  | --  | 207 | 188 | 89  | 3e, Nord            | finale d'association                               | Randy Cunneyworth                               |
| 49 | 2004-2005 | 80 | 51 | 19 | -- | 6  | 4   | 243 | 208 | 112 | 1er, Nord           | finale de division                                 | Randy Cunneyworth                               |
| 50 | 2005-2006 | 80 | 37 | 39 | -- | 2  | 2   | 261 | 270 | 78  | 5e, Nord            | non qualifiés                                      | Randy Cunneyworth                               |
| 51 | 2006-2007 | 80 | 48 | 30 | -- | 1  | 1   | 269 | 250 | 98  | 2e, Nord            | éliminés au 1er tour                               | Randy Cunneyworth                               |
| 52 | 2007-2008 | 80 | 24 | 46 | -- | 6  | 4   | 197 | 291 | 58  | dernier, Nord       | non qualifiés                                      | Randy Cunneyworth                               |
| 53 | 2008-2009 | 80 | 29 | 43 | -- | 0  | 8   | 184 | 259 | 66  | dernier, Nord       | non qualifiés                                      | Benoit Groulx                                   |
| 54 | 2009-2010 | 80 | 44 | 33 | -  | 2  | 1   | 253 | 247 | 91  | 2e, Nord            | éliminés au 1er tour                               | Benoit Groulx                                   |
| 55 | 2010-2011 | 80 | 31 | 39 | -  | 5  | 5   | 218 | 266 | 72  | 7e, Nord            | non qualifiés                                      | Chuck Weber                                     |
| 56 | 2011-2012 | 76 | 36 | 26 | -  | 10 | 4   | 224 | 221 | 86  | 2e, Nord            | éliminés au 1er tour                               | Ron Rolston                                     |
| 57 | 2012-2013 | 76 | 43 | 29 | -  | 3  | 1   | 234 | 209 | 90  | 6e, Ouest           | éliminés au 1er tour                               | Ron Rolston                                     |
| 58 | 2013-2014 | 76 | 37 | 28 | -  | 6  | 5   | 216 | 217 | 85  | 2e, Nord            | éliminés au 1er tour                               | Chadd Cassidy                                   |
| 59 | 2014-2015 | 76 | 29 | 41 | -  | 5  | 1   | 209 | 251 | 64  | 6e, Nord            | Non qualifiés                                      | Chadd Cassidy                                   |
| 60 | 2015-2016 | 76 | 34 | 38 | -  | 3  | 1   | 199 | 249 | 72  | 6e, Nord            | Non qualifiés                                      | Randy Cunneyworth                               |
| 61 | 2016-2017 | 76 | 32 | 41 | -  | 0  | 3   | 205 | 240 | 67  | 6e, Nord            | Non qualifiés                                      | Dan Lambert                                     |
| 62 | 2017-2018 | 76 | 37 | 22 | -  | 11 | 6   | 234 | 221 | 91  | 3e, Nord            | éliminés au 1er tour                               | Chris Taylor                                    |
| 63 | 2018-2019 | 76 | 46 | 23 | -  | 5  | 2   | 254 | 218 | 99  | 2e, Nord            | éliminés au 1er tour                               | Chris Taylor                                    |
| 64 | 2019-2020 | 62 | 33 | 20 | -  | 4  | 5   | 181 | 173 | 75  | 2e, Nord            | Séries annulées à cause de la pandémie de Covid-19 | Seth Appert                                     |
| 65 | 2020-2021 | 29 | 11 | 15 | -  | 2  | 1   | 89  | 116 | 25  | 6e, Nord            | Séries annulées à cause de la pandémie .           | Seth Appert                                     |
| 66 | 2021-2022 | 76 | 37 | 29 | -  | 7  | 3   | 254 | 270 | 84  | 5e, Nord            | éliminés au 3e tour                                | Seth Appert                                     |
| 67 | 2022-2023 | 72 | 36 | 27 | -  | 6  | 3   | 236 | 233 | 81  | 3e, Nord            | éliminés au e                                      | Seth Appert                                     |
| 68 | 2023-2024 | 72 | 39 | 23 | -  | 7  | 3   | 234 | 239 | 88  | 2e, Nord            | finale d'association                               | Seth Appert                                     |

## Logos successifs

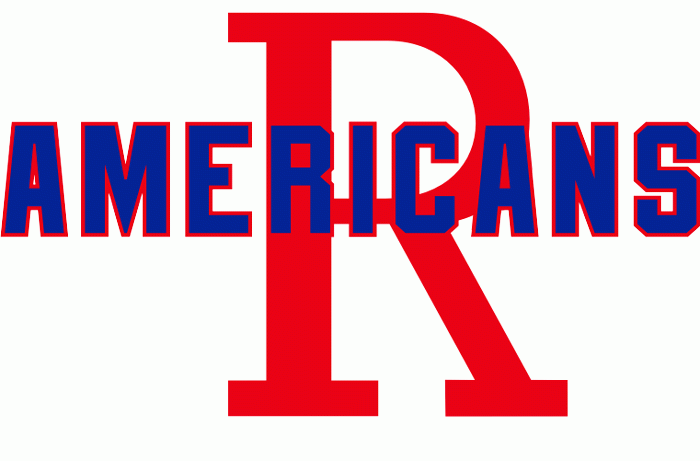
Premier logo des Americans, utilisé à partir de 1956
Deuxième logo, utilisé de 1959 à 1971
Logo utilisé pour la saison 1971-1972
Logo actuel utilisé depuis 1972

## Personnalités

### Joueurs

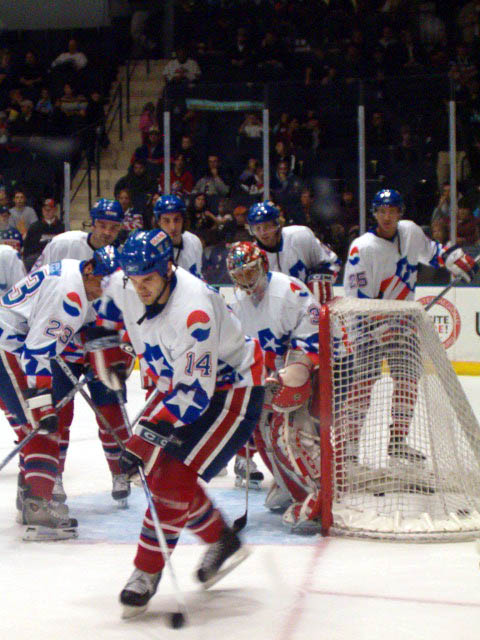

| No    | Nom                   | Nat. | Position       | Arrivée |
| ----- | --------------------- | ---- | -------------- | ------- |
| -     | Felix Sandström       |      | Gardien de but |         |
| +027, | Devon Levi            |      | Gardien de but |         |
| +029, | Michael Houser        |      | Gardien de but |         |
| -     | Peter Tischke         |      | Défenseur      |         |
| +007, | Ethan Prow – A        |      | Défenseur      |         |
| +022, | Zach Metsa – A        |      | Défenseur      |         |
| +023, | Ryan Johnson          |      | Défenseur      |         |
| +036, | Noah Laaouan          |      | Défenseur      |         |
| +056, | Kale Clague           |      | Défenseur      |         |
| +074, | Nikita Novikov        |      | Défenseur      |         |
| -     | Brendan Harris        |      | Centre         |         |
| +012, | Riley Fiddler-Schultz |      | Centre         |         |
| +014, | Noah Ostlund          |      | Centre         |         |
| +019, | Graham Slaggert       |      | Centre         |         |
| +025, | Jiří Kulich           |      | Centre         |         |
| +026, | Mason Jobst – C       |      | Centre         |         |
| +044, | Tyson Kozak           |      | Centre         |         |
| +055, | Josh Dunne – A        |      | Centre         |         |
| +092, | Anton Wahlberg        |      | Centre         |         |
| -     | Ty Cheveldayoff       |      | Ailier gauche  |         |
| +011, | Lukas Rousek          |      | Ailier gauche  |         |
| +018, | Isak Rosén            |      | Ailier gauche  |         |
| +045, | Brendan Warren        |      | Ailier gauche  |         |
| +052, | Aleksandr Kisakov     |      | Ailier droit   |         |
| +079, | Viktor Neuchev        |      | Ailier gauche  |         |
| +081, | Brett Murray – A      |      | Ailier gauche  |         |
| +020, | Olivier Nadeau        |      | Ailier droit   |         |

### Entraîneurs
- Billy Reay (1956-1957)
- Rollie McLenahan (1957-1958)
- Wilfred McDonald (1958-1959)
- Sam Pollock (1958-1959)
- Steve Kraftcheck (1958-1961)
- Jack Riley (1960-1961)
- Jack Crawford (1961-1962)
- Rudy Migay (1962-1963)
- Joe Crozier (1963-1968)
- Dick Gamble (1968-1971)
- John O'Flaherty (1970-1971)
- Doug Adam (1971-1972)
- Don Cherry (1972-1974)
- Dick Mattiussi (1971-1976)
- Duane Rupp (1976-1979)
- Gary Darling (1978-1979)
- Ron Garwasiuk (1978-1979)
- Pat Kelly (1978-1979)
- Bill Inglis (1979-1980)
- Mike Keenan (1980-1983)
- Joe Crozier (1983-1984)
- Jim Schoenfeld (1984-1985)
- John Van Boxmeer (1984-1990)
- Don Lever (1990-1992)
- John Van Boxmeer (1992-1995)
- John Tortorella (1995-1997)
- Brian McCutcheon (1997-2000)
- Randy Cunneyworth (2000-2007)
- Benoît Groulx (2008-2010)
- Chuck Weber (2010-2011)
- Ron Rolston (2011-2013)
- Chadd Cassidy (2013-2015)
- Randy Cunneyworth (2015-2016)
- Dan Lambert (2016-2017)
- Chris Taylor (2017-2020)
- Seth Appert (2020-2024)
- Michael Leone (depuis 2024)

## Palmarès
- Titres de division : 14 (1964-65, 1965-66, 1967-68, 1973-74, 1977-78, 1982-83, 1986-87, 1989-90, 1990-91, 1996-97, 1998-99, 1999-00, 2000-01 et 2004-05)
- Titres de saison régulière : 6 (1964-65, 1967-68, 1973-74, 1982-83, 1990-91 et 2004-05)
- Championnats gagnés : 6 (1964-65, 1965-66, 1967-68, 1982-83, 1986-87 et 1995-96)

## Records
- Dans l'histoire de la franchise[5]
  - Buts : 351 - Jody Gage
  - Aides : 377 - Jody Gage
  - Points : 728 - Jody Gage
  - Minutes de pénalité : 1 424 - Scott Metcalfe
  - Victoires de gardien : 108 - Bobby Perreault
  - Blanchissages : 16 - Bob Perreault
  - Nombre de matches : 653 - Jody Gage
  - Victoires d'entraîneur : 333 - John Van Boxmeer